# Purgstall an der Erlauf

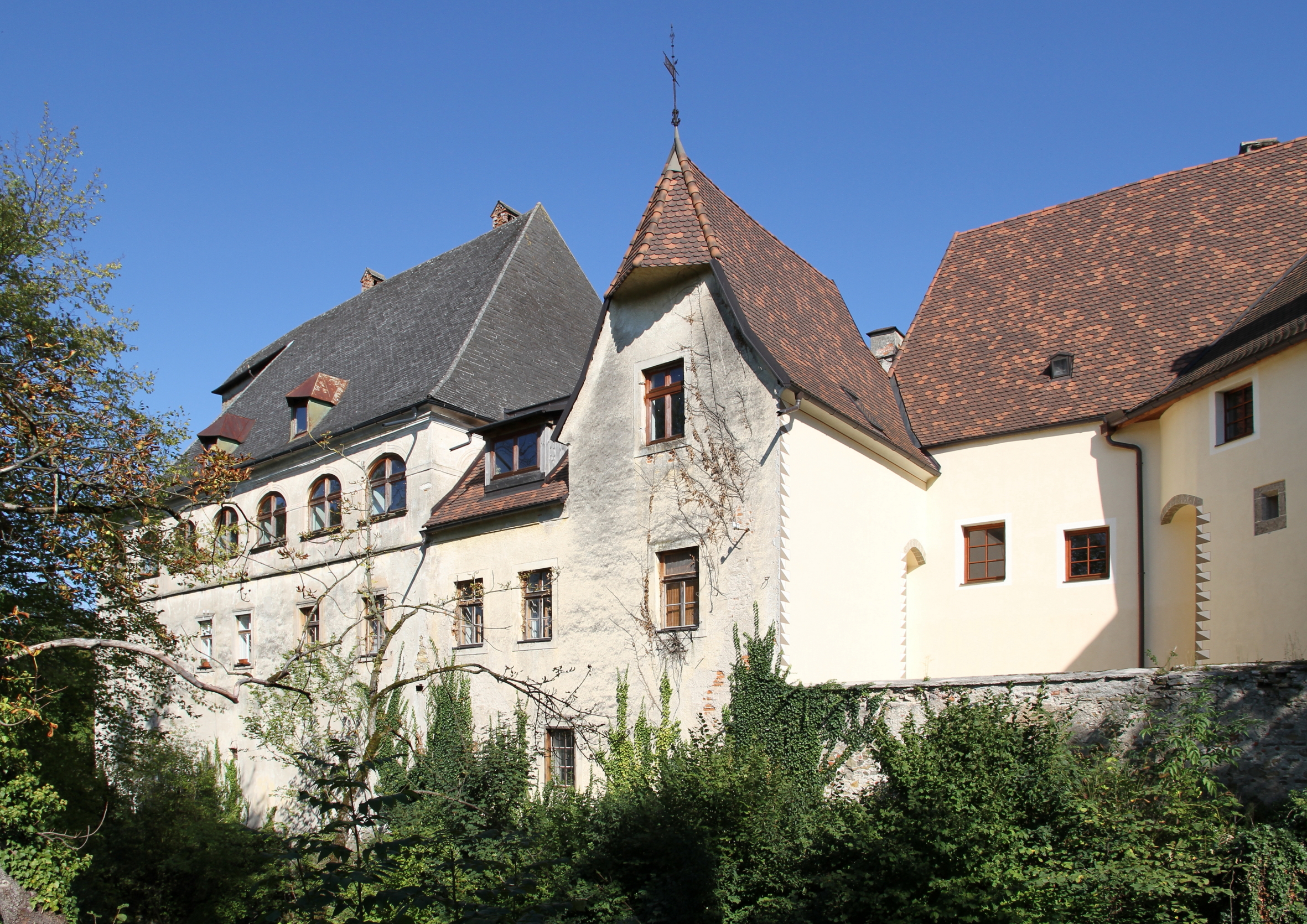
Zámek

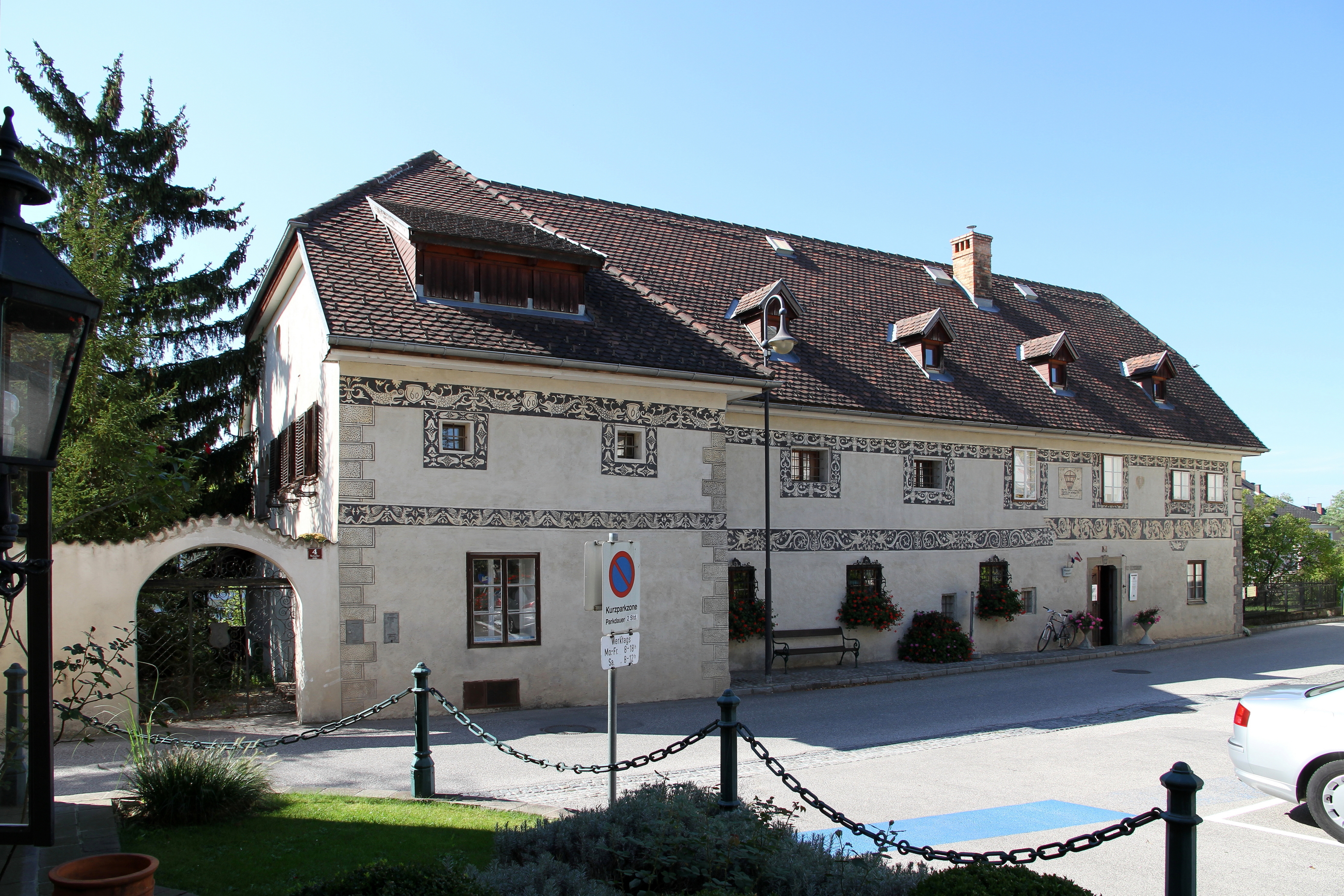
Muzeum

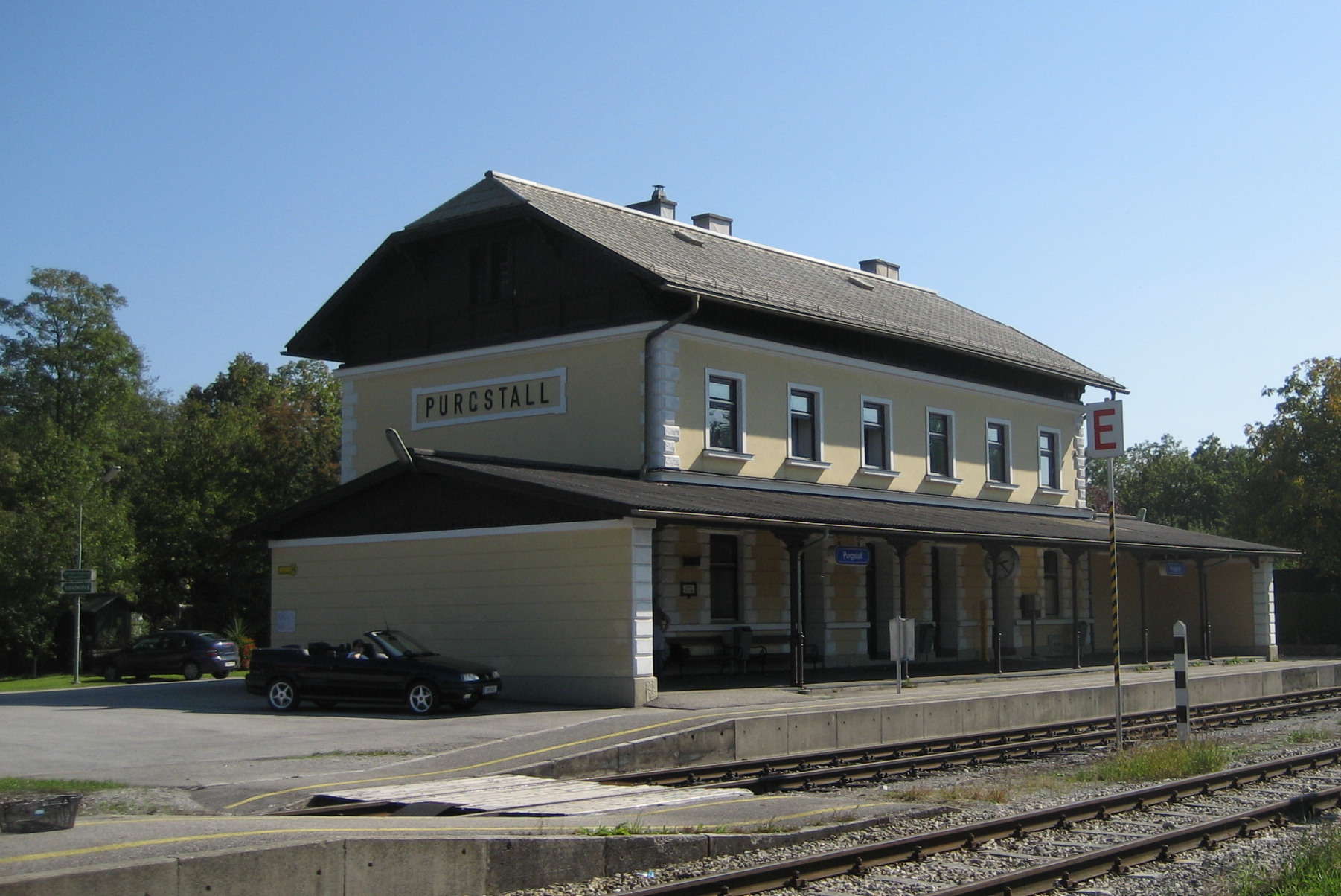
Nádraží

Purgstall an der Erlauf je městys v okrese Scheibbs, ve spolkové zemi Dolní Rakousko. V lednu 2015 zde žilo celkem 5368 obyvatel.

## Gaografie
Na území městysu o rozloze 55,97 km² je celkem 31 vesniček a osad. Ty jsou rozloženy v údolí po obou březích říčky Erlauf, která protéká ve směru od jihu na sever. Zhruba 21% plochy je zalesněno. Okresní město leží na jih vzdáleno cca 8 km.

## Doprava
Purgstall an der Erlauf leží přímo na zemské silnici Erlauftal Straße B25. Silnice vede souběžně s říčkou, zrovna tak jako železniční trať Pöchlam ‒ Kienberg-Gaming, která je nazývána Erlauftalbahn.

### Sousední obce
Sousedními obcemi jsou Wieselburg-Land na severu, Oberndorf an der Melk na východě, okresní město Scheibbs na jihu, Steinakirchen am Forst na západě a Wolfpassing na severozápadě.

## Pozoruhodnosti
- Římskokatolický kostel sv. Petra, pozdně-gotický z konce 15. století
- Filiální kostel sv. Mikuláše, pozdně-románský ze 13. století
- Zámek Purgstall
- Kožedělné muzeum